# 20 let
20 let (nebo 20 let Spirituál kvintetu) je čtvrté album české hudební skupiny Spirituál kvintet, nahrané 29. 9. 1982 živě při opožděné oslavě 20 let skupiny v Lucerně, vydané v roce 1984. Zpívají na něm mimo tehdejší sestavu také bývalí členové kapely, např. Jan Thorovský, Karel Zich, Eva Lifková či Miroslav Keller.
Album se skládá ze tří LP nebo dvou CD a vyšlo také v roce 1993 v reedici u hudebního vydavatelství Panton.

## Seznam skladeb
| CD1            | CD1                          | CD1   |
| Pořadí         | Název                        | Délka |
| -------------- | ---------------------------- | ----- |
| 1.             | Zelené pláně                 | 11:04 |
| 2.             | Nejdelší vlak                | 3:51  |
| 3.             | Twelve Gates                 | 3:40  |
| 4.             | Krutá válka                  | 4:00  |
| 5.             | Růžička                      | 3:36  |
| 6.             | Dvě báby                     | 3:21  |
| 7.             | Sweet Georgia Brown          | 2:58  |
| 8.             | Dým, jen dým                 | 4:06  |
| 9.             | Černošské ghetto             | 4:23  |
| 10.            | Doney Gal                    | 3:09  |
| 11.            | Ryl, jen celej den ryl       | 3:13  |
| 12.            | Tak jen pojď                 | 3:07  |
| 13.            | Diga diga do                 | 2:38  |
| 14.            | When the Stars Begin to Fall | 3:57  |
| 15.            | Kdo svalil kámen náhrobní    | 3:09  |
| Celková délka: | Celková délka:               | 60:16 |

| CD2            | CD2                   | CD2   |
| Pořadí         | Název                 | Délka |
| -------------- | --------------------- | ----- |
| 1.             | Pocestný              | 5:39  |
| 2.             | Tahle písnička        | 3:14  |
| 3.             | Zapomeň, lásko        | 3:09  |
| 4.             | Kámen                 | 4:42  |
| 5.             | Za svou pravdou stát  | 4:19  |
| 6.             | Wayfaring stranger    | 4:42  |
| 7.             | Šlapej dál            | 6:09  |
| 8.             | Poutník a dívka       | 5:13  |
| 9.             | Básnička na tři slova | 1:44  |
| 10.            | Starý příběh          | 3:51  |
| 11.            | Chci sluncem být      | 3:28  |
| 12.            | Oh, Freedom           | 5:19  |
| 13.            | Irene, Good Night     | 4:37  |
| 14.            | We Shall Overcome     | 4:47  |
| 15.            | Rosa na kolejích      | 3:07  |
| Celková délka: | Celková délka:        | 60:03 |